# MBDA
MBDA S.A.S. (Matra BAe Dynamics Aérospatiale) ist ein europäisches Rüstungsunternehmen mit Standorten in Frankreich, Großbritannien, Italien, Deutschland und Spanien, das sich auf die Entwicklung und Herstellung von Lenkflugkörpern konzentriert. Das Unternehmen entstand 2001 durch die Fusion von Aérospatiale-Matra Missiles (Airbus Group), der Flugkörperdivision von Alenia Marconi Systems und Matra BAe. 2011 beschäftigte das Unternehmen etwa 10.000 Mitarbeiter, hatte einen Jahresumsatz von 3 Milliarden Euro und einen Auftragsbestand von 10,5 Milliarden Euro.
Anteilseigner sind seit Februar 2006 Airbus (vormals EADS) mit 37,5 %, die BAE Systems (37,5 %) und das italienische Unternehmen Leonardo (25 %).

## Geschichte
Die Konsolidierung der europäischen Lenkflugkörperindustrie begann 1996, als sich Teile von Matra Defense und BAe Dynamics zur Matra BAe Dynamics zusammenschlossen. Matra BAe Dynamics bestand aus dem Geschäftsbereich von Matra Hautes Technologies sowie Matra Missiles (nach der Fusionierung von Matra und Aérospatiale im Jahr 1999 Aérospatiale-Matra Missiles). 2000 wurde Aérospatiale-Matra Teil der damaligen EADS (heute Airbus Group).
1998 vereinten Alenia Difesa und GEC-Marconi Radar & Defence Systems ihre Geschäftsbereiche für Flugkörper und Radartechnologie und gründeten Alenia Marconi Systems (AMS). Im selben Jahr wurde GEC-Marconi (in Marconi Electronic Systems umbenannt) an British Aerospace verkauft und wurde Teil des fusionierten Unternehmens BAE Systems.
MBDA entstand im Dezember 2001 durch die Fusion von Aérospatiale-Matra Missiles (EADS), Matra BAe Dynamics und der Flugkörperdivision von Alenia Marconi Systems.
Im Juni 2005 schloss sich im Rahmen der europäischen Konsolidierung die EADS/LFK – ein Geschäftsbereich der EADS Defence and Security – der MBDA an. Am 1. März 2006 wurde aus der Geschäftseinheit EADS/LFK eine 100%ige Tochter von MBDA. Die MBDA stieg damit zu einem der weltweit umsatzstärksten Lieferanten für Lenkflugkörper auf. Anteilseigner sind seit Februar 2006 Airbus (vormals EADS) mit 37,5 %, die BAE Systems (37,5 %) und das italienische Unternehmen Leonardo (25 %).
Die LFK-Lenkflugkörpersysteme GmbH wurde im Mai 2012 umbenannt und bildet innerhalb der MBDA mit ihren Tochter- und Beteiligungsgesellschaften die MBDA Deutschland.

## Produkte

### Luft-Luft-Raketen
- AIM-132 ASRAAM
- MBDA Meteor
- MICA

### Luft-Boden-Flugkörper
- Apache (Lenkwaffe)
- ALARM (Rakete)
- Brimstone (Panzerabwehrlenkwaffe)
- Storm Shadow (Marschflugkörper)
- Taurus (Marschflugkörper)
- AS.30
- PGM (Rakete)
- ASMP-Lenkwaffe
- HOT (Lenkflugkörper)
- SPEAR 3
- Future Cruise/Anti-Ship Weapon

### Boden-Boden-Raketen
- Eryx (Panzerabwehrwaffe)
- PARS 3 LR
- Fire Shadow
- Enforcer (Lenkwaffe)

### Luftverteidigung und Flugabwehr
- Medium Extended Air Defense System
- Mistral (Rakete)
- Aster (Rakete)
- Lenkflugkörper Neue Generation
- Aspide
- Rapier (Rakete)
- Sea Wolf (Rakete)
- Common Anti-Air Modular Missile

### Seezielflugkörper
- Exocet
- Marte (Rakete)
- Milas (Rakete)
- Otomat
- Future Cruise/Anti-Ship Weapon

### Bomben
- AASM
- BANG